# Giải Hoa Biểu
Giải Hoa Biểu (tiếng Anh: China Huabiao Film Awards hay Huabiao Awards; tiếng Trung: 中国电影华表奖; bính âm: Zhōngguó Diànyǐng Huábiǎo Jiǎng) là một trong ba giải thưởng điện ảnh uy tín nhất của nền điện ảnh Trung Quốc bên cạnh giải Kim Kê và giải Bách Hoa. Đặt tên theo cột trụ trang trí Hoa (huabiaos), giải Hoa Biểu được thành lập năm 1957 và có tên là giải Điện ảnh Văn hóa xuất sắc của Bộ (Ministry of Culture Excellence Film awards). Từ 1958 đến 1979, giải thường bị ngừng trao. Năm 1994, giải được đổi tên thành Hoa Biểu như ngày nay.